# Dendronephthya fischeri
Dendronephthya fischeri is een zachte koraalsoort uit de familie Nephtheidae. De koraalsoort komt uit het geslacht Dendronephthya. Dendronephthya fischeri werd in 1960 voor het eerst wetenschappelijk beschreven door Tixier-Durivault & Prevor. 